# Sergěj Ingr
Jan Sergěj Ingr (2. září 1894 Vlkoš – 17. června 1956 Paříž) byl československý armádní generál, legionář, ministr národní obrany londýnské exilové vlády a velvyslanec.

## Život

### Dětství a studia
Narodil se ve Vlkoši u Kyjova starostovi obce Janu Ingrovi. Měl tři bratry a čtyři sestry. Dle rodinné tradice byl zakladatelem rodu Ingrů švédský voják Michal Unger, který se v roce 1620 usadil v severomoravském Kunvaldu. Část obyvatel Kunvaldu později osídlila vesnici Skoronice, která sousedí s Vlkošem. Jméno Unger se časem změnilo na Inger a později na Ingr. Dle jiných pramenů je jméno Ingr odvozeno z německého Jünger. V roce 1913 maturoval na kyjovském gymnáziu a v Brně se přihlásil jako jednoroční dobrovolník do královopolské kadetky.

### První světová válka

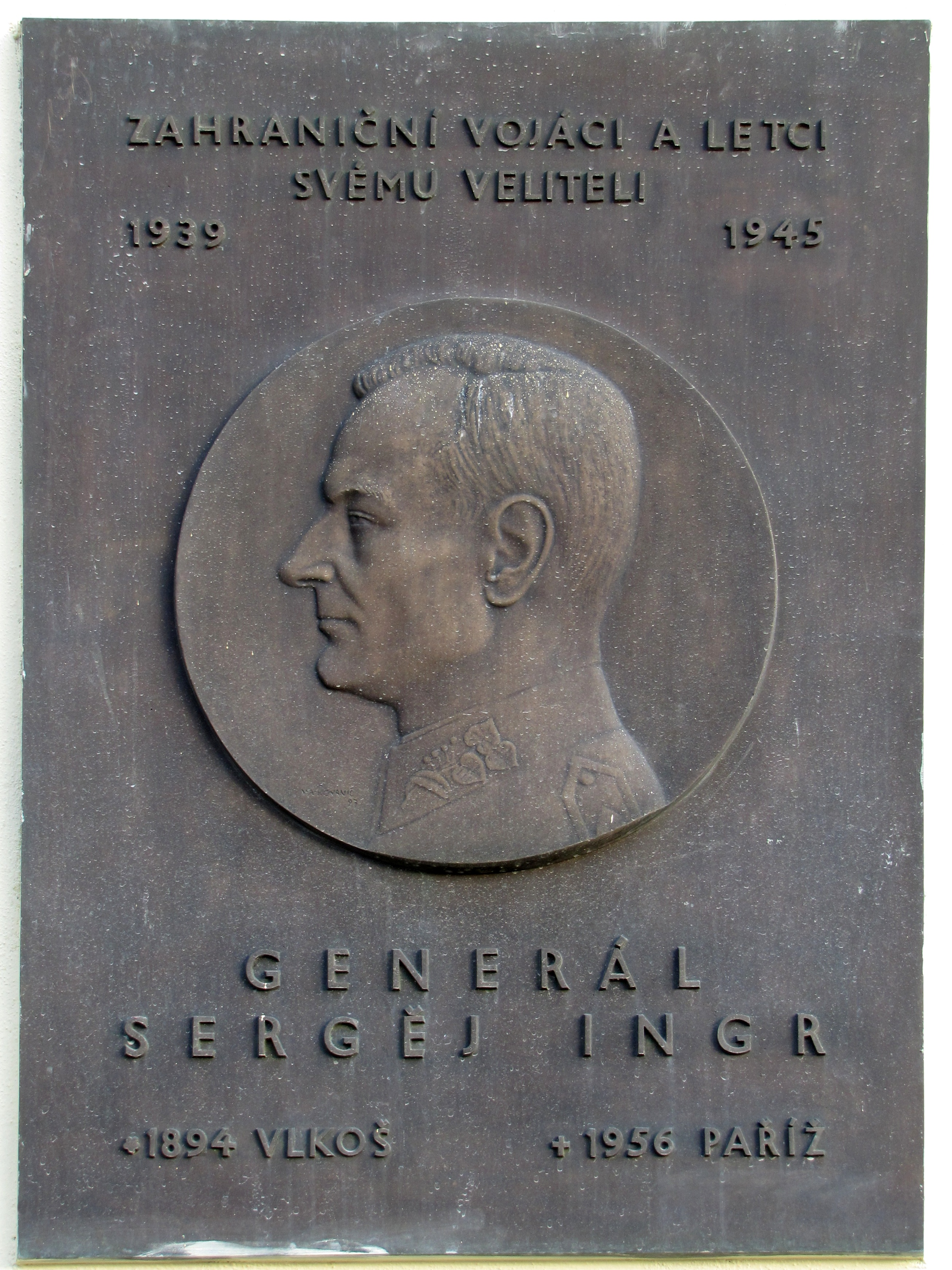
Pamětní deska Sergěje Ingra na Obecním úřadu ve Vlkoši. Autor V. A. Kovanič, 1997.

Po vypuknutí první světové války odjel jako velitel čety 15. září 1914 na ruskou frontu. Na podzim 1915 upadl do zajetí v ruském Caricynu (dnes Volgogradu). Když byl nábor do československých legií pozastaven, vstoupil do 1. srbské dobrovolnické divize a bojoval proti bulharské armádě v Dobrudži. V roce 1916 přešel ke 2. československému střeleckému pluku Jiřího z Poděbrad v hodnosti poručíka. Přijal pravoslaví a jméno Sergěj (jméno pocházející z bulharštiny). Na podzim 1917 odjel do Francie a v roce 1918 bojoval v Ardenách, v srpnu 1918 byl pak převelen do italského Foligna. Na konci války měl hodnost kapitána a hovořil pěti jazyky (německy, rusky, srbsky, francouzsky a italsky).

### Meziválečné období

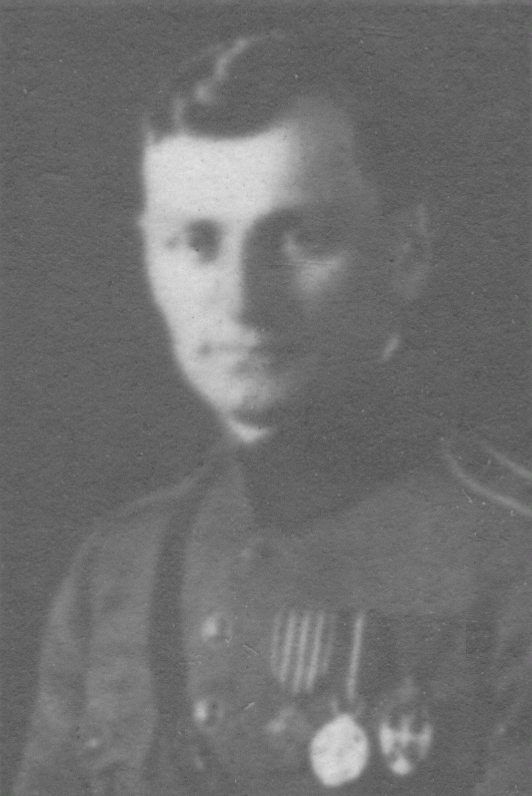
V hodnosti majora jako frekventant Válečné školy v Praze, ročník 1922/1923 na tablu absolventů

V prosinci 1918 se vrátil do Československa, kde pomáhal vytlačit maďarskou armádu za hranice Slovenska a obsadit Bratislavu. Poté byl převelen na Těšínsko, kde československá armáda pod velením podplukovníka Šnejdárka vytlačila polskou armádu, 27. ledna dobyla Jablunkov a později i Třinec. 28. února 1919 byl Sergěj Ingr povýšen do hodnosti majora a byl mu udělen Československý válečný kříž. Ve své vojenské kariéře pokračoval a při mobilizaci v roce 1938 byl již v hodnosti divizního generála velitelem III. armádního sboru.

### Druhá světová válka
Po obsazení zbytku Československa německou armádou se stal zakládajícím členem odbojové organizace Obrana národa. Dne 20. června 1939 odešel na výzvu prezidenta Edvarda Beneše přes Polsko do exilu. V Paříži vybudoval Československou vojenskou kancelář a mezitím československá vojska byla seskupena u města Agde na středomořském pobřeží. V roce 1940 zde bylo soustředěno 11 405 dobrovolníků, kteří se v květnu a červnu 1940 účastnili spolu s francouzskou armádou bojů na Marně, Seině a Loiře. 21. července 1940 vznikla v Londýně exilová vláda a Sergěj Ingr se stal jejím ministrem národní obrany. Na nátlak exilového vedení Komunistické strany Československa v Moskvě byl však z funkce 19. září 1944 odvolán. Beneš jej postavil do čela Hlavního velitelství československé branné moci, ale 5. dubna 1945 byl odvolán i z této funkce a poslán na zdravotní dovolenou.

### Poválečné období
Dne 6. června 1945 byl povýšen do hodnosti armádního generála, 27. srpna 1947 se stal mimořádným velvyslancem v Haagu. 3. března 1948 na funkci rezignoval a se svými dvěma syny zůstal v exilu. V roce 1949 spoluzaložil Radu svobodného Československa a 17. června 1956 v Paříži zemřel na infarkt. V roce 1991 mu československý prezident Václav Havel udělil Řád Milana Rastislava Štefánika in memoriam.
Syn Jiří Ingr nechal v Paříži v roce 2004 exhumovat jeho ostatky a převézt je do Česka. 2. září 2012 byly uloženy na hřbitově v jeho rodném Vlkoši.

## Kmotr Dany Zátopkové
Sergěj Ingr a otec Dany Zátopkové Antonín Ingr sice nebyli blízcí příbuzní, ale jejich životy se hodně prolínaly. Oba studovali kyjovské gymnázium, spolu narukovali za první světové války do rakouské armády a oba se ocitli v ruském zajetí. Po několika letech se setkali ve francouzských legiích. Na konci první světové války se domluvili, že budou vzájemnými kmotry svých dětí – Sergěj Ingr se stal kmotrem tří dětí Antonína Ingra a naopak Antonín Ingr byl kmotrem obou synů Sergěje Ingra. Dana Zátopková říkala kmotrovi strýčku a do pozdějších kádrových dotazníků ho vždy uváděla v kolonce „rodinný příslušník v zahraničí“. Jak uváděla, „klatba z kmotrovství se naší rodiny držela jako kosmetická vada ještě mnoho let.“

## Vyznamenání
| Řád svatého Stanislava, III. třída s meči a mašlí                                     | Řád svatého Stanislava, III. třída s meči a mašlí                                     |
| Československý válečný kříž 1914–1918                                                 | Československý válečný kříž 1914–1918                                                 |
| Medaile vítězství                                                                     | Československá medaile Vítězství                                                      |
| Československá revoluční medaile                                                      | Československá revoluční medaile                                                      |
| Pamětní medaile na válku 1914–1918                                                    | Pamětní medaile na válku 1914–1918                                                    |
| Řád čestné legie, V. třídy – rytíř                                                    | Řád čestné legie, V. třídy – rytíř                                                    |
| Pamětní Kříž na válku 1916–1919                                                       | Pamětní Kříž na válku 1916–1919                                                       |
| Řád svatého Sávy, III. třídy – komandér                                               | Řád svatého Sávy, III. třídy – komandér                                               |
| Kříž dobrovolného bojovníka 1914–1918                                                 | Kříž dobrovolného bojovníka 1914–1918                                                 |
| Pamětní válečná medaile 1915–1918                                                     | Pamětní válečná medaile 1915–1918                                                     |
| Pamětní medaile na válku 1914–1918                                                    | Pamětní medaile na válku 1914–1918                                                    |
| Pamětní medaile na sjednocení Itálie                                                  | Pamětní medaile na sjednocení Itálie                                                  |
| Řád rumunské hvězdy, III. třídy – komtur                                              | Řád rumunské hvězdy, III. třídy – komtur                                              |
| Řád bílého orla, V. třídy s meči                                                      | Řád bílého orla, V. třídy s meči                                                      |
| Řád Spasitele, IV. třídy – zlatý rytířský kříž                                        | Řád Spasitele, IV. třídy – zlatý rytířský kříž                                        |
| Řád bílého orla, IV. třídy – důstojní                                                 | Řád bílého orla, IV. třídy – důstojník                                                |
| Řád čestné legie, IV. třídy – důstojník                                               | Řád čestné legie, IV. třídy – důstojník                                               |
| Československý válečný kříž 1939                                                      | Československý válečný kříž 1939                                                      |
| Řád jugoslávské koruny, II. třídy                                                     | Řád jugoslávské koruny, II. třídy                                                     |
| Řád znovuzrozeného Polska, I. třída – velký kříž                                      | Řád znovuzrozeného Polska, I. třída – velký kříž                                      |
| Československá vojenská pamětní medaile za službu v československé armádě v zahraničí | Československá vojenská pamětní medaile za službu v československé armádě v zahraničí |
| Československá vojenská medaile za zásluhy, I. stupeň                                 | Československá medaile za zásluhy, I. stupeň                                          |
| Pamětní odznak Čs. dobrovolce z let 1918–1919                                         | Pamětní odznak Čs. dobrovolce z let 1918–1919                                         |
| Československá medaile Za chrabrost před nepřítelem                                   | Československá medaile Za chrabrost před nepřítelem                                   |
| Hvězda 1939–1945                                                                      | Hvězda 1939–1945                                                                      |
| Medaile Za obranu                                                                     | Medaile Za obranu                                                                     |
| Válečná medaile 1939–1945                                                             | Válečná medaile 1939–1945                                                             |
| Záslužná legie, II. třídy – komandér                                                  | Záslužná legie, II. třídy – komandér                                                  |
| Řád čestné legie, III. třídy – komandér                                               | Řád čestné legie, III. třídy – komandér                                               |
| Zborovská pamětní medaile                                                             | Zborovská pamětní medaile                                                             |
| Pamětní odznak druhého národního odboje                                               | Pamětní odznak druhého národního odboje                                               |
| Pamětní medaile 2. střeleckého pluku Jiřího z Poděbrad                                | Pamětní medaile 2. střeleckého pluku Jiřího z Poděbrad                                |
| Řád lázně, III. třída – vojenský                                                      | Řád lázně, III. třída – vojenský                                                      |
| Řád Oranžsko-Nasavský, III. třídy – komandér                                          | Řád Oranžsko-Nasavský, III. třídy – komandér                                          |
| Řád svatého Olafa, III. třídy                                                         | Řád svatého Olafa, III. třídy                                                         |
| Řád čestné legie, II. třídy – velkodůstojník                                          | Řád čestné legie, II. třídy – velkodůstojník                                          |
| Řád Milana Rastislava Štefánka, I. třídy                                              | Řád Milana Rastislava Štefánika, I. třídy                                             |
| Řád Bílého lva, I. třídy                                                              | Řád Bílého lva, I. třídy                                                              |

## Ztvárnění v umění
V roce 2013 ho v seriálu České století ve 3. epizodě Kulka pro Heydricha (1938) ztvárnil herec Aleš Procházka.